# 58417 Belzoni
58417 Belzoni este o planetă minoră (asteroid), cu un diametru de 1,759 km, din centura de asteroizi. A fost descoperită pe 25 ianuarie 1996 la osservatorio Colleverde di Guidonia⁠(d) de Vincenzo Silvano Casulli⁠(d). 
Obiectul prezintă o orbită caracterizată de o semiaxă mare de 2,1806857236159 UAi, o excentricitate de 0,04, o înclinație de 1,7 ° în raport cu ecliptica.